# 30 días de oscuridad
30 días de oscuridad (en inglés 30 Days of Night) es una
historieta de terror; publicada en el 2002 por la editorial estadounidense IDW Publishing. La historia fue escrita por Steve Niles, ilustrada por Ben Templesmith y la acción se desarrolla en Barrow, Alaska, Estados Unidos. La historieta fue editada en México en 2007 por Caligrama con el título de 30 días de noche y en España en 2008 con el título 30 días de oscuridad.
Al inicio fue un esbozo para una película, pero la miniserie se convirtió en un éxito de presentación para Steve Niles, cuyas obras previas habían pasado desapercibidas. La serie inicial ha sido continuada por varias secuelas.
En el 2007 se realizó una película homónima basada en la historieta.

## Sinopsis
En 30 días de oscuridad un grupo de vampiros acude al pueblo Barrow, un asentamiento en Alaska donde debido a su proximidad al círculo polar el sol se pone durante treinta días, lo que permite a los vampiros alimentarse sin tener que preocuparse durante mucho tiempo de la luz del sol. Cuando un antiguo vampiro de nombre Vicente descubre este plan, viaja al pueblo Barrow para preservar el secreto de la existencia de su especie eliminando a todos los testigos. Debido al intenso frío, los sentidos de los vampiros se debilitan y unos pocos de los residentes humanos de Barrow consiguen ocultarse. Uno de estos sobrevivientes es el sheriff Eben Olemaun, que salva a la ciudad inyectándose sangre de vampiro en sus venas y convirtiéndose en uno de ellos. Utiliza su fuerza incrementada para luchar contra Vicente y salvar las vidas de los pocos humanos que quedan, incluyendo a su esposa Stella. Al sufrir la misma debilidad que los vampiros Eben muere y se convierte en cenizas al salir al sol.
Dark Days (Días de oscuridad) es la secuela de 30 días de oscuridad con el mismo equipo creativo original. Comienza en junio del año 2003 y muestra a Stella Olemaun tras haber sobrevivido al ataque contra el pueblo Barrow en la serie anterior. Tras publicar un informe sobre el ataque, Stella atrae la atención de los vampiros de la ciudad de Los Ángeles, así como de la amante de Vicente, líder de los vampiros que atacaron Barrow. Tras descubrir que existe una forma de traer a su marido Eben de regreso de la muerte, Stella hace un trato con el vampiro Dane, que quiere vengarse del asesinato de su mentor por Vicente. Los dos establecen una breve relación romántica. Stella intercambia las pruebas que posee sobre la existencia de los vampiros a cambio de los restos de su marido, con la esperanza de resucitarlo. Tras enfrentarse a los vampiros y acabar con muchos de ellos, finalmente consigue su propósito de resucitar a Eben. Los dos se reconcilian durante un breve momento antes de que Eben hunda sus colmillos en su garganta.
Esta serie también sirve como introducción para el personaje de Norris, vampiro y agente del FBI.

## Estructura

### Annual 2004
El Annual 2004 es un cómic de 48 páginas publicado en enero de 2004. Contiene cuatro historias cortas escritas por Steve Niles y dibujadas por diferentes ilustradores.
1. The Book Club (El club del libro), ilustrada por el cocreador y dibujante original de 30 Días de Oscuridad, Ben Templesmith, consiste en una discusión sobre el libro de Stella Olemaun, que despierta sospechas sobre un vecino introvertido, que termina siendo asesinado.
2. The Hand That Feeds (La mano que da de comer), ilustrada por Szymon Kudranski en la que muestra al vampiro Dane buscando un trasplante de mano de un excéntrico doctor.
3. Agent Norris: MIA dibujado por Brandon Hovet, muestra la transformación del agente Norris en vampiro.
4. The Trapper (El trampero), La historia final, fue dibujada por Josh Medors. Esta historia presenta a John Ikos, un residente de Barrow convertido en cazador de vampiros (y protagonista de las series posteriores).

### 30 Days of Night: Return to Barrow
30 Days of Night: Return to Barrow (Regreso a Barrow) secuela de la serie original de Steve Niles y Ben Templesmith. Presenta a Brian Kitka, el hermano de una víctima del ataque a Barrow en la miniserie original. Kikta se convierte en el nuevo sheriff de Barrow antes de trasladarse allí con su hijo para investigar la desaparición de su hermano. El escepticismo de Brian sobre la teoría de un ataque de vampiros desaparece cuando descubre el diario de su hermano desaparecido, que incluye un relato completo del ataque. Termina protegiendo la ciudad junto a John Ikos. Esta historia también presenta el regreso de varios personajes de la serie anterior, incluyendo a Eben y Stella, que salvan al hijo de John de los vampiros.

### 30 Days of Night: Bloodsucker Tales
30 Days of Night: Bloodsucker Tales (Historias de chupasangres) fue la primera secuela de la serie sin el guion completo de Steve Niles. A lo largo de los ocho números de la serie de Bloodsucker Tales, se cuentan dos historias:
1. Dead Billy Dead (Muerto Billy Muerto), fue escrita por Steve Niles e ilustrada por Kody Chamberlain. Esta historia presenta a un joven llamado Billy que es convertido en vampiro y posteriormente secuestrado con su novia Maggie por un científico obsesionado por los vampiros. Mientras tanto Goodis un oficial de policía a quien Maggie había llamado al encontrarse con el vampiro Billy, descubre el libro de Stella Olemaun.
2. Juárez or Lex Nova & The Case of the 400 Dead Mexican Girls (Juárez o Lex Nova & El Caso de las 400 Chicas Mexicanas Muertas), fue escrita por Matt Fraction e ilustrada por Ben Templesmith. Esta historia presenta la investigación de Lex Nova sobre la desaparición de cientos de chicas en Ciudad Juárez, México. Un grupo de vampiros llamados la Zero Family Circus llega a México al mismo tiempo, creyendo que las muertes están siendo causadas por un vampiro degenerado.

### Annual 2005
El Annual 2005 fue un número de 48 páginas, publicado en diciembre del año 2005. Cuenta la historia de John Ikos que deja el pueblo Barrow y viaja a la ciudad de Los Ángeles en busca del agente Norris. Mientras está en la ciudad se encuentra con Billy (de la historia de "Dead Billy Dead") y Dane y combate con una banda de vampiros llamados "The Night Crew" dirigidos por el vampiro llamado Santana.

### 30 Days of Night: Dead Space
30 Days of Night: Dead Space (Espacio Muerto). Tras un paréntesis producido por los trágicos acontecimientos de la última misión espacial, la NASA se prepara para lanzar la misión "Icarus" y restaurar la confianza de la nación en el programa espacial. Pero los peores temores se materializan cuando la tripulación de la nave se da cuenta de que hay algo más a bordo, algo feroz, con colmillos y con ansia de sangre. La historia fue escrita por Steve Niles y Dan Wickline e ilustrada por Milx.

### 30 Days of Night: Spreading the Disease
30 Days of Night: Spreading the Disease (Extendiendo la Enfermedad). Esta serie presenta al agente Michael Henso de la serie Dead Space que es enviado a la ciudad de Alabama tras intentar convencer a la gente de la seriedad de la amenaza de los vampiros. Un hombre misterioso contacta con él y le sugiere que la pregunta de por qué alguien querría enviar un vampiro al espacio todavía necesita una respuesta. Así que Henson se toma tiempo antes de comenzar a investigar a los vampiros. Esto le lleva a una situación mucho más peligrosa.

### 30 Days of Night: Eben and Stella
30 Days of Night: Eben and Stella (Eben y Stella). En los últimos momentos de Dark Days Stella consiguió traer a su marido Eben de vuelta de la tumba. Esta miniserie cubre el espacio entre esa historia y Return to Barrow. Está coescrita por Steve Niles y 
Kelly Sue DeConnick e ilustrada por Justin Randall.

### 30 Days of Night: Red Snow
30 Days of Night: Red Snow (Nieve Roja). Año 1941. La "Operación Zorro Plateado" de Adolf Hitler ha fracasado mientras el invierno ruso comienza a afectar a las tropas nazis.
El enviado militar Charlie Keating del Reino Unido contempla la guerra desde el bando soviético, asegurándose que lleguen suministros al frente para ayudar a Stalin a combatir a los nazis. Con suerte, él también sobrevivirá para ver el final de la guerra. Pero hay algo más ahí fuera, y no son los soldados alemanes. No importa lo bien que intente la humanidad matar, hay algo más que lo hace mejor. El cómic está escrito e ilustrado por Ben Templesmith Boyka

### 30 Days of Night: Beyond Barrow
30 Days of Night: Beyond Barrow (Más allá de Barrow). Tras varios años de ataques los escasos ciudadanos de Barrow se han unido contra los no muertos. Por desgraciadamente no se aplica lo mismo al resto del Círculo Ático. Escrito por Steve Niles e ilustrado por Bill Sienkiewicz

### 30 Days of Night: Rumors of the Undead
30 Days of Night: Rumors of the Undead (Rumores de los No Muertos), 30 Days of Night: Immortal Remains (Restos Inmortales) y 30 Days of Night: Eternal Damnation. son las primeras novelas (no cómics) escritas por Steve Niles, que extienden las historias de las series de cómic.

### 30 Days of Night: Blood of Christ
30 Days of Night: Blood of Christ (Sangre de Cristo). Una broma del "Día de los bufones de abril" (April fools' day).

### 30 Days of Night: 30 Days 'Til Death
30 Days of Night: 30 Days 'Til Death (30 días hasta la muerte). Los acontecimientos de Barrow han tenido consecuencias por todo el mundo, provocando que un escuadrón de la muerte de vampiros antiguos se dedique a "purgar" a los problemáticos novatos americanos. El vampiro Rufus intenta por todos los medios no ser encontrado, se oculta en el pueblo consiguiendo un perro de mascota, una novia, y siendo agradable con sus vecinos, ocultando su insaciable ansia de sangre.

### 30 Days of Night: Expediente X
30 Days of Night: Expediente X. El crossover que se realiza sobre esta saga y la saga de investigadores de expediente x, la serie que nos ocupa lleva a los agentes del FBI a Alaska, debido a un extraño accidente ocurrido en fechas de lo sucedido en la primera novela en Barrow, de varios camiones en los que aparecieron los cuerpos decapitados de 16 cadáveres colgados de un poste. A partir de ahí, vemos la tónica que hizo popular la serie televisiva, con Mulder con una teoría ya creada intentando que Scully vea el caso como él, mientras ella intenta encontrar razones lógicas basadas en la ciencia.

### 30 Days of Night: the end of the begining
30 Days of Night: the end of the begining. El último volumen realizado por Steve Niles hasta la fecha, son tres partes divididas en sus respectivos cómics, en los cuales se supone que se quiere cerrar una historia abierta en toda la saga de 30 días en la oscuridad

## Otros

### 30 Days of Night: Film Tie-In
30 Days of Night: Film Tie-In - Es una novelización de la película basada en la serie de cómic. Esta publicación refleja la historia tal y como es contada en la película.